# Padaun

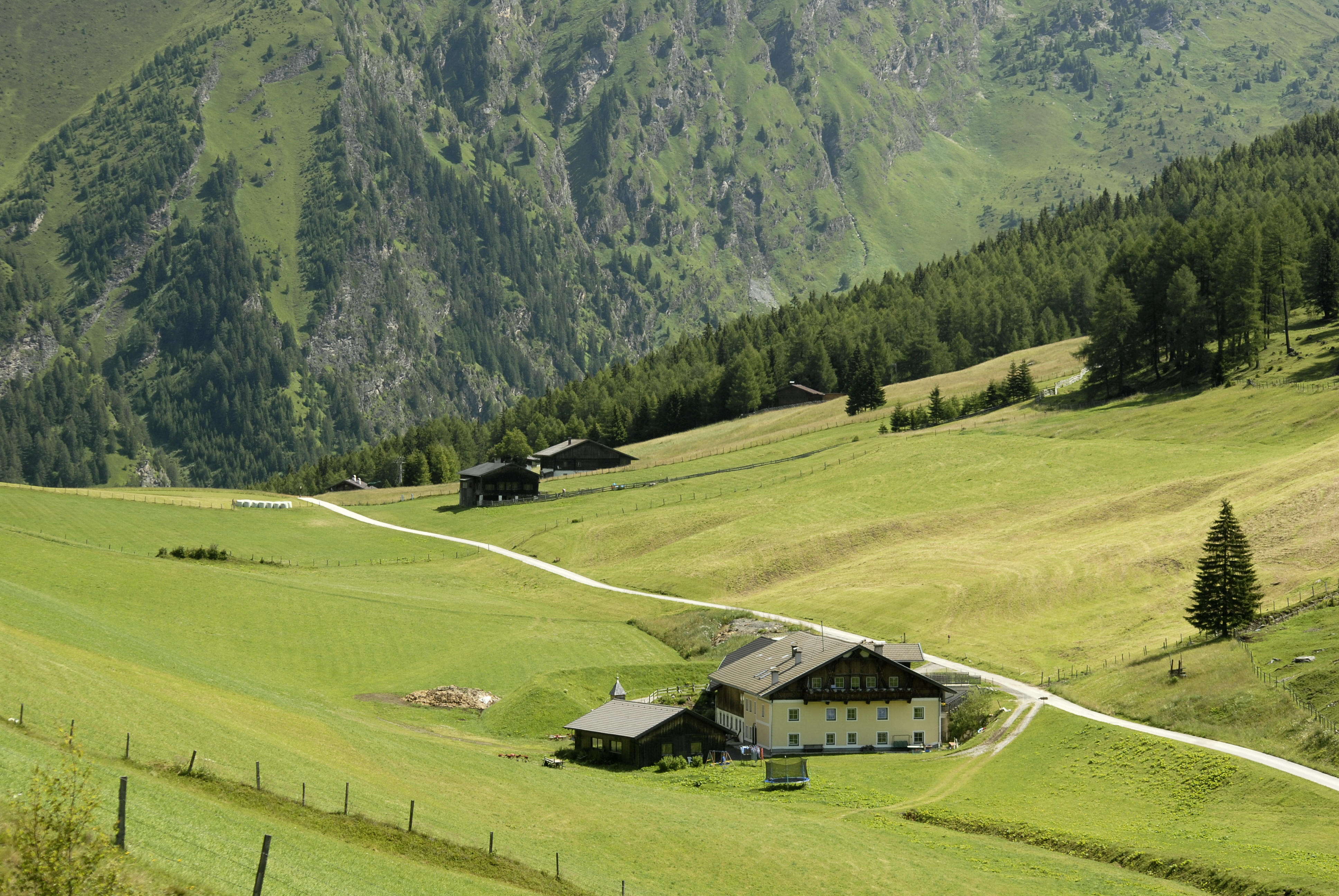
Blick auf den Padauner Sattel von Südwesten

Padaun ist ein Hochtal in den Zillertaler Alpen in Tirol, in der Nähe des Brennerpass, und auch ein Ortsteil von Vals  im Bezirk Innsbruck-Land.

## Lage und Landschaft
Das etwa 1,7 Kilometer lange Tal ist ein Seitental des Wipptals bei Lueg (Gries am Brenner), und erstreckt sich in südwestlich-nordöstliche Richtung zwischen dem Padauner Kogel und der Vennspitze. Es öffnet sich auf seiner Nordostseite über einen beinahe völlig ebenen Pass, Padauner Sattel genannt, zum Valsertal.
Die zerstreuten Häuser Padaun liegen vom Larcherhof über die Padauner Kapelle bis hin zum Gasthof Steckholzer.
Auf der Nordwestseite des etwa 1570 m hohen Tales liegt der Padauner Kogel 2066 m, auf der Südostseite liegen der Padauner Berg 2230 m und der Roßgrubenkofel (2450 m). Dem Roßgrubenkofel ist westlich die Vennspitze vorgelagert, die im Winter ein beliebter Skitourenberg ist.
Nachbarorte
|                                                               | St. Jodok am Brenner (Gem. Vals)            | Außervals |
| Gries am Brenner (Gem.) Plattl (Gem. Gries) Lueg (Gem. Gries) | Kompassrose, die auf Nachbargemeinden zeigt | Innervals |
| Klamm (Gem. Gries) Brenner (Gem. Gries)                       | Venn (Gem. Gries)                           |           |

## Geschichte
Das Padaun bildet einen alten Säumerweg von Vals über den Padauner Sattel zum Brennersee, der schon im Mittelalter für das Valsertal von Bedeutung war. Die Besiedlung in Einzelhöfen und Höfegruppen, die die Talung heute prägen, geht auf das Hochmittelalter zurück.
Der Name ist 1312 als Pudaun verschriftlicht und geht auf lateinisch pratonum ‚Großwiese‘ zurück.